# Гиљева
Гиљева је планина у Србији која се налази јужно од Сјенице на граници са Црном Гором. Припада Старовлашко-рашким планинама, а њен највиши врх се налази на 1617m нмв. Припада пештерској висоравни и надовезује се на Јадовник и Озрен на северозападу односно Бихор на југу.